# Mundialito
Ne pas confondre avec le Mundialito féminin et le BSWW Mundialito.
Le Mundialito ou Copa de Oro de Campeones Mundiales (Coupe d'Or des Champions du Monde) est une compétition internationale de football qui s'est tenue à Montevideo en Uruguay du 30 décembre 1980 au 10 janvier 1981. Il s'agit d'un tournoi officiel organisé par la FIFA pour célébrer les 50 ans de la première édition de la coupe du monde de football, disputée en Uruguay en 1930. Les nations invitées sont les six équipes déjà sacrées championnes du monde, dans l'ordre chronologique l'Uruguay, l'Italie, la RFA, le Brésil, l'Angleterre et l'Argentine. L'Angleterre déclare forfait en raison de son championnat de clubs qui ne propose pas de trêve hivernale permettant de libérer ses joueurs. Elle est remplacée par les Pays-Bas, finalistes de la Coupe du monde en 1974 et 1978.
La FIFA décidera ultérieurement et sans véritable justification de déclasser rétrospectivement le Mundialito 1980, unique édition de la Copa de Oro, en tournoi « amical ».

## Équipes participantes
Les six équipes sont réparties en deux groupes de trois, le premier de chaque groupe accédant à la finale pour jouer le titre.
Groupe A :
- Uruguay : champion du monde 1930 et 1950
- Italie : championne du monde 1934 et 1938
- Pays-Bas : double vice-champion du monde en titre 1974 et 1978 (remplace l' Angleterre, championne du monde 1966 qui est forfait)

Groupe B :
- Brésil : champion du monde 1958, 1962 et 1970
- Allemagne de l'Ouest : champion du monde 1954 et 1974
- Argentine : championne du monde 1978

## Groupe A
| # | Équipe   | Pts | J | G | N | P | BP | BC | Diff |
| - | -------- | --- | - | - | - | - | -- | -- | ---- |
| 1 | Uruguay  | 4   | 2 | 2 | 0 | 0 | 4  | 0  | +4   |
| 2 | Pays-Bas | 1   | 2 | 0 | 1 | 1 | 1  | 3  | -2   |
| 2 | Italie   | 1   | 2 | 0 | 1 | 1 | 1  | 3  | -2   |

| 30 décembre 1980 | Uruguay | 2 | 0 | Pays-Bas |
| 3 janvier 1981   | Uruguay | 2 | 0 | Italie   |
| 6 janvier 1981   | Italie  | 1 | 1 | Pays-Bas |

| 30 décembre 1980          | Uruguay                   | 2 – 0   | Pays-Bas | Estadio Centenario, Montevideo                         |                                                        |
| Historique des rencontres | Ramos 31e · Victorino 45e | (2 – 0) |          | Spectateurs : 65 000 Arbitrage : Enrique Labo Revoredo | Spectateurs : 65 000 Arbitrage : Enrique Labo Revoredo |

| 3 janvier 1981            | Uruguay                            | 2 – 0   | Italie | Estadio Centenario, Montevideo                        |                                                       |
| Historique des rencontres | Morales 67e (pen.) · Victorino 81e | (0 – 0) |        | Spectateurs : 55 000 Arbitrage : Emilio Guruceta-Muro | Spectateurs : 55 000 Arbitrage : Emilio Guruceta-Muro |

| 6 janvier 1981            | Italie       | 1 – 1   | Pays-Bas   | Estadio Centenario, Montevideo                |                                               |
| Historique des rencontres | Ancelotti 7e | (1 – 1) | 15e Peters | Spectateurs : 15 000 Arbitrage : Franz Wöhrer | Spectateurs : 15 000 Arbitrage : Franz Wöhrer |

## Groupe B
| # | Équipe               | Pts | J | G | N | P | BP | BC | Diff |
| - | -------------------- | --- | - | - | - | - | -- | -- | ---- |
| 1 | Brésil               | 3   | 2 | 1 | 1 | 0 | 5  | 2  | +3   |
| 2 | Argentine            | 3   | 2 | 1 | 1 | 0 | 3  | 2  | +1   |
| 3 | Allemagne de l'Ouest | 0   | 2 | 0 | 0 | 2 | 2  | 6  | -4   |

| 1er janvier 1981 | Argentine | 2 | 1 | Allemagne de l'Ouest |
| 4 janvier 1981   | Brésil    | 1 | 1 | Argentine            |
| 7 janvier 1981   | Brésil    | 4 | 1 | Allemagne de l'Ouest |

| 1er janvier 1981          | Argentine                  | 2 – 1   | Allemagne de l'Ouest | Estadio Centenario, Montevideo                         |                                                        |
| Historique des rencontres | Kaltz 84e (csc) · Diaz 88e | (0 – 1) | 41e Hrubesch         | Spectateurs : 60 000 Arbitrage : Augusto Lamo Castillo | Spectateurs : 60 000 Arbitrage : Augusto Lamo Castillo |

| 4 janvier 1981            | Brésil       | 1 – 1   | Argentine    | Estadio Centenario, Montevideo                  |                                                 |
| Historique des rencontres | Edevaldo 47e | (0 – 1) | 30e Maradona | Spectateurs : 60 000 Arbitrage : Erich Linemayr | Spectateurs : 60 000 Arbitrage : Erich Linemayr |

| 7 janvier 1981            | Brésil                                                         | 4 – 1   | Allemagne de l'Ouest | Estadio Centenario, Montevideo                    |                                                   |
| Historique des rencontres | Júnior 56e · Toninho Cerezo 61e · Serginho 76e · Zé Sergio 82e | (0 – 0) | 54e Allofs           | Spectateurs : ? Arbitrage : Juan Silvagno Cavanna | Spectateurs : ? Arbitrage : Juan Silvagno Cavanna |

## Finale
| 10 janvier 1981           | Uruguay                     | 2 – 1   | Brésil              | Stade Centenario, Montevideo                    |                                                 |
| Historique des rencontres | Barrios 50e · Victorino 80e | (0 – 0) | 62e (pen.) Sócrates | Spectateurs : 71 250 Arbitrage : Erich Linemayr | Spectateurs : 71 250 Arbitrage : Erich Linemayr |

## Palmarès
| Vainqueur du Mundialito |
| ----------------------- |
| Uruguay                 |